# Slim Borgudd
Karl Edward Tommy Borgudd dit Slim Borgudd, né le 25 novembre 1946 à Borgholm (Öland) et mort le 23 février 2023, est un musicien et pilote automobile suédois.
Il a notamment participé à dix Grands Prix de Formule 1 en 1981 et 1982. Il a inscrit 1 point et s'est classé 18e du championnat du monde en 1981.

## Biographie

### Carrière musicale
La carrière musicale de Tommy Borgudd commence en 1961 quand, à quinze ans, il forme avec des amis du collège les Lea Riders, un groupe de blues-rock au sein duquel il joue de la batterie. En 1966, le groupe se bâtit une petite notoriété en jouant des concerts à Stockholm et même en passant à la télévision. Quelques singles sont enregistrés mais le groupe se sépare en 1968.
Borgudd rebondit en participant cette même année à la fondation du groupe Made in Sweden, groupe de jazz-rock puis de rock progressif qui joue une musique assez ambitieuse. Quatre albums sont enregistrés et rencontrent un beau succès d'estime à défaut du succès commercial.
En 1971, Made in Sweden se sépare et en compagnie du bassiste du groupe, Borgudd participe à la création des Solar Plexus, une formation de rock progressif qui ne rencontre pas un grand succès. Borgudd arrondit ses fins de mois en jouant les musiciens de studio ou en effectuant des remplacements au pied levé. La petite histoire dit que c'est après avoir remplacé le batteur « Memphis Slim » lors d'un concert de Willie Dixon qu'il gagne le surnom de « Slim ».
Après la dissolution des Solar Plexus, il tente une carrière solo mais son unique album (Funky Formula) sur la pochette duquel il apparaît casqué dans une monoplace, est un échec. En effectuant une pige avec les Hootenanny Singers, il devient ami avec Björn Ulvaeus, futur fondateur du groupe ABBA. Ulvaeus invite ensuite Borgudd à participer à plusieurs enregistrements pour ABBA,.

### Carrière sportive
Parallèlement à ses aventures de musicien, Borgudd développe un intérêt pour le sport automobile. Il commence sa carrière automobile en 1969 en disputant le championnat suédois de Formule Ford 1600. En 1971 et 1972, parallèlement à son engagement en Formule Ford, il participe à des épreuves de voitures de sport au volant d'une Hillman Imp ou d'une Volvo 122 dans le Swedish Touring Car Championship. Borgudd remporte le championnat de Formule Ford 1600 en 1973 mais manque d'argent pour poursuivre sa carrière automobile.
Avec ses cachets de musicien, il court occasionnellement en 1975 en Formule Ford puis en 1976 en Formule 3. Sa carrière de musicien semblant compromise, il s'engage dans les championnats suédois et européens de Formule 3 au sein de sa propre structure privée de course en 1978. Au volant de sa Ralt-Toyota, il monte sur le podium à Knutsdorp et, en 1979, devient champion de Suède et termine troisième du championnat européen remporté par Alain Prost.
En 1980, malgré un palmarès assez sérieux, il ne parvient pas à obtenir de contrat en Formule 2 et ne dispute que quelques épreuves de Formule 3 au volant de sa March privée, tout en cherchant à réunir des fonds pour s'engager en Formule 1. En 1981, Günther Schmidt, le propriétaire de l'écurie allemande ATS, alors en grandes difficultés financières, est mis au courant de l'amitié entre Slim Borgudd et Björn Ulvaeus ; il tente alors un coup de poker en présentant au pilote une de ses monoplaces ornée de logos ABBA à la base du cockpit et sur les pontons. Borgudd est emballé par l'idée et voit ainsi une chance inespérée d'accéder à la Formule 1 ; après discussion avec  Ulvaeus, il obtient l'autorisation de disposer désormais « officiellement » le logo du groupe sur la monoplace. Toutefois, le groupe n'engage pas de capitaux dans cette action : le nom mythique d'ABBA sert seulement à attirer de « vrais sponsors »,. Ainsi, Borgudd accède à la Formule 1 grâce au soutien d'ABBA qui devient son sponsor personnel,.

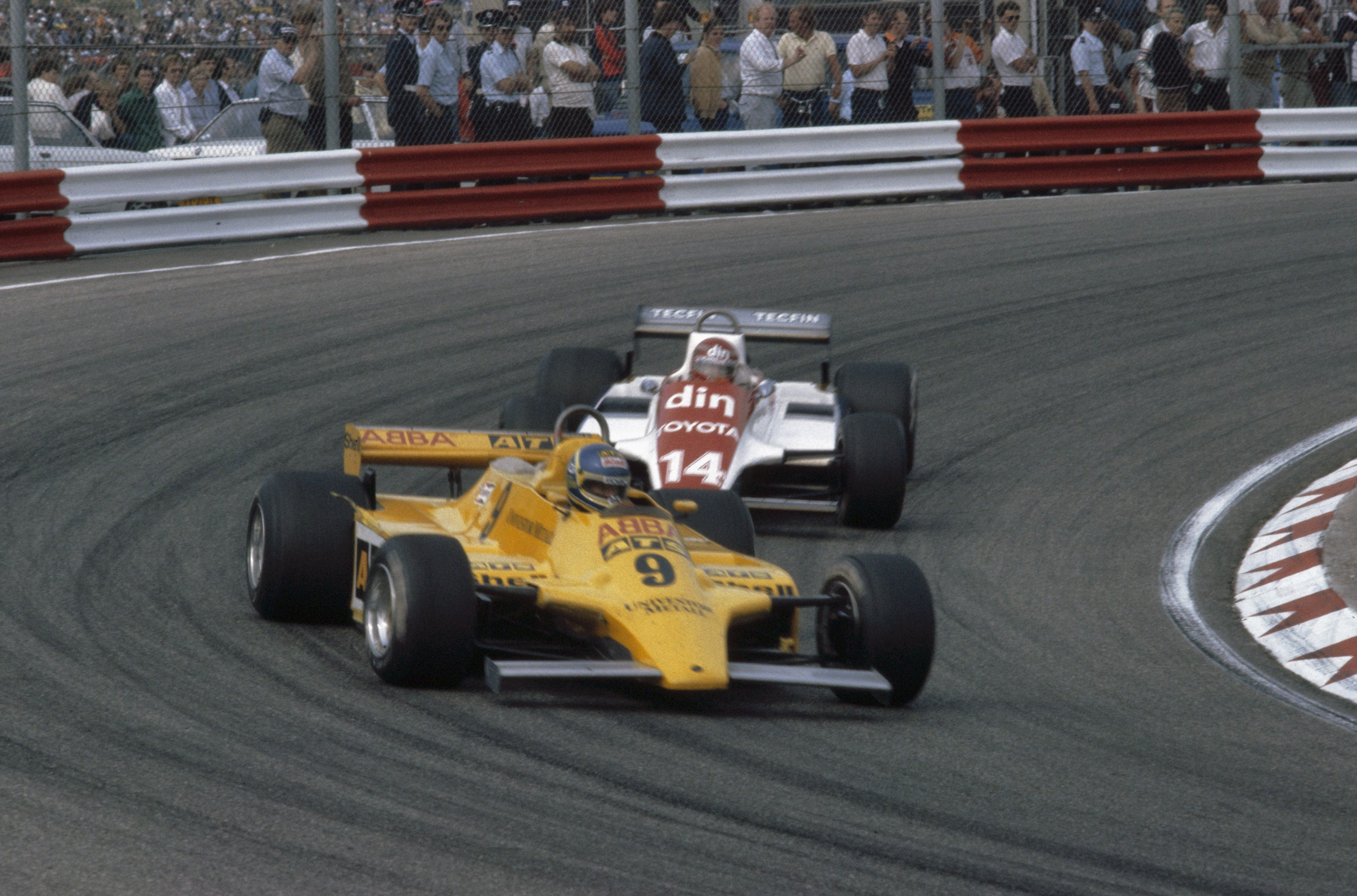
Slim Borgudd à Zandvoort en 1981.

Au volant des ATS D4 et ATS D5, Slim se dépasse pour se qualifier mais, lors de sa seconde course, en Grande-Bretagne, il arrache le point de la sixième place. Slim participe à sept épreuves dans la saison et termine dix-huitième du championnat.
En 1982, il dispute trois courses pour Tyrrell Racing (États-Unis, Brésil et Afrique du Sud) au volant de la 011. Bien que septième au Brésil, il est remplacé par Brian Henton ; sa carrière en Formule 1 vient de se terminer.
Après un passage décevant en F3000 en 1985 et une participation au Grand Prix de Macao de Formule 3, Slim Borgudd participe aux 24 Heures du Mans 1987 puis aux 24 heures de Snetterton avant de se reconvertir, avec plus de succès, dans les courses de camions. En 1986 et 1987, il est champion des divisions 2 et 3 de l'European Truck Racing Cup. En 1989, il remporte les 24 heures de Willhire puis, en 1992, se classe à la troisième place du championnat B de l'European Truck Racing Cup.
En 1993, Slim Borgudd s'investit à temps plein dans la compétition automobile au sein de l'équipe Mazda qui engage une Xedos 6 en championnat BTCC. En 1994, toujours chez Mazda, il remporte le Nordic Touring Car Championship tout en terminant second du championnat Truck Racing Cup derrière Steve Parrish. Lorsque Mazda renonce à poursuivre en BTCC en 1995, Borgudd se consacre pleinement aux poids lourds et remporte le championnat Truck Racing Cup. Cinquième en 1996 puis sixième en 1997, il annonce sa retraite, persuadé que Mercedes-Benz favorise d'autres pilotes à son détriment. 
Installé à Coventry, il meurt en 2023, à 76 ans, atteint de la maladie d'Alzheimer

## Résultats en championnat du monde de Formule 1
| Saison | Écurie       | Châssis | Moteur  | Pneus         | GP disputés | Points inscrits | Classement |
| ------ | ------------ | ------- | ------- | ------------- | ----------- | --------------- | ---------- |
| 1981   | Team ATS     | D4 D5   | Ford V8 | Michelin Avon | 7           | 1               | 18e        |
| 1982   | Team Tyrrell | 011     | Ford V8 | Goodyear      | 3           | 0               | n.c.       |

## Carrière en sports mécaniques
- 1973 : Formule Ford 1600, champion de Scandinavie
- 1979 : Formule 3, champion de Suède, 3e du championnat d'Europe
- 1981 : Formule 1, 7 GP chez ATS
- 1981 : Formule 1, 3 GP chez Tyrrell
- 1986 : Courses de camions, champion d'Europe Classe B
- 1987 : Courses de camions, champion d'Europe Classe C
- 1989 : Courses de camions, 1 victoire
- 1994 : Tourisme, Nordic Touring Car Championship
- 1994 : Courses de camions, vice-champion d'Europe
- 1995 : Courses de camions, champion d'Europe